# Zwei-Säulen-Modell (Medien)
Das Zwei-Säulen-Modell ist die in Nordrhein-Westfalen gesetzlich vorgeschriebene Besitzerstruktur der lizenzierten privaten Lokalradios. Es muss jeweils eine Betriebsgesellschaft (BG) geben, die für die betriebswirtschaftlichen Aspekte verantwortlich ist und eventuelle Profite einnimmt, und eine Veranstaltergemeinschaft (VG), die die redaktionelle Linie des Senders vorgibt. Über die Besetzung der Chefredaktion wird von beiden Gesellschaften gemeinsam entschieden.
Erst, wenn eine BG und eine VG einen Kooperationsvertrag schließen, wird von der Landesmedienanstalt eine Lizenz vergeben.
Der VG gehören – ähnlich den öffentlich-rechtlichen Rundfunkgremien – Vertreter der gesellschaftlich relevanten Gruppen im Verbreitungsgebiet an. 
Auf Anteile an den BG hatten die örtlichen Zeitungsverlage (zu 75 %) und die Gebietskörperschaften (zu 25 %) vorrangigen Zugriff; verzichteten sie jedoch darauf, konnte – und kann – jede Person eine BG gründen.